# Hepatella
Hepatella is een geslacht van kreeftachtigen uit de klasse van de Malacostraca (hogere kreeftachtigen).

## Soorten
- Hepatella amica Verrill, 1869
- Hepatella peruviana Rathbun, 1933